# Pokoutník tmavý
Pokoutník tmavý (Eratigena atrica) je pavouk patřící do čeledi pokoutníkovití (Agelenidae).

## Popis
Délka těla samice je 12–18 mm, délka těla samce 13–15 mm. Tento nápadně dlouhonohý druh patří k nejznámějším pavoukům vůbec.[kde?] V rozpětí nohou může dorůstat i přes 12 cm. Šedožlutě zbarvené tělo má tmavohnědou kresbu, hlavohruď s neostře ohraničenými proužky, zadeček uprostřed se zahnutými skvrnami a po stranách s nepravidelnou skvrnitou kresbou. Nohy jsou jednobarevně šedohnědé, bez tmavých skvrn.

## Výskyt
Je to hojný synantropní druh žijící v blízkosti člověka. Rozšířen je prakticky po celé Evropě, rovněž v České republice, a dostal se až do Estonska, Litvy nebo Lotyšska. Dále ho lze spatřit ve střední Asii, severní Africe a zaznamenán byl také na Islandu. Na počátku 20. století byl uměle vysazen v Severní Americe a pravděpodobně se zde v hojném počtu usadil.

## Způsob života
Pokoutník tmavý si zhotovuje v rozích místností, výklencích a jiných podobných místech prostorné kobercovité pavučiny, které volně přecházejí v obývací rourku. Je aktivní hlavně v noci, po soumraku může být spatřen pohybující se i mimo svou síť (především tak činí samci), často zabloudí a sklouznou do umyvadla, nebo vany, odkud se nemohou dostat. Běžně se dožívá čtyř, vzácně až sedmi let. Přes svou nápadnou velikost se často stává kořistí jiných, na pohled menších pavoučích druhů, například snovačky pokoutní (Steatoda bipunctata), se kterou v lidských obydlích sdílí svůj životní prostor.

## Obecně
V budovách se často vyskytují další druhy rodu Tegenaria, většinou však nedosahují velikosti pokoutníka tmavého. Patří mezi ně například pokoutník domácí (Tegenaria domestica) a pokoutník stájový (Tegenaria ferruginea).